# ماقضة
ماقضة هي بلدية تابعة لدائرة غريس في ولاية معسكر. تقع بين بلدية غريس ودائرة عوف ويقطنها حوالي 13,000 نسمة